# Gæstevenskab
Gæstevenskab er et begreb fra den antikke verden. Blandt oldtidens grækere og romere var der en uskreven lov om, at man skulle udvise gæstfrihed over for fremmede. Zeus Xenios vågede over gæstevenskabet og straffede den, der krænkede det.
Som institution eksisterede gæstevenskabet mellem privatpersoner, der således garanterede hinanden, at de altid ville åbne deres dør for gæstevennen og hjælpe ham (økonomisk, juridisk m.m.) når han var i området. Som det fremgår af f.eks. Iliadens 6. sang, går gæstevenskabet i arv fra fader til søn.
| Samfund | Spire Denne samfundsartikel er en spire som bør udbygges. Du er velkommen til at hjælpe Wikipedia ved at udvide den. |